# Йоганнес Шпісс
Йоганнес Шпісс (нім. Johannes Spieß; 25 липня 1888 — 30 березня 1972, Гамбург) — німецький підводник, капітан-лейтенант кайзерліхмаріне.

## Біографія
3 квітня 1907 року вступив у кайзерліхмаріне. В 1911 році призначений 1-м офіцером підводного човна SM U-9. Учасник Першої світової війни. З 12 січня 1915 по 19 квітня 1916 року — командир SM U-9, з 11 серпня 1916 по 4 липня 1917 року — SM U-19, з 19 вересня по 29 жовтня 1917 року — SM U-52, з 17 листопада 1917 по 31 травня 1918 року — знову SM U-9, з 20 червня по 11 листопада 1918 року — SM U-135. 8 березня 1920 року звільнений у відставку.

## Досягнення
Всього за час бойових дій Шпісс потопив 40 ворожих кораблів загальною водотоннажністю 78 716 брт, пошкодив 2 кораблі (4 052 брт) і захопив 1 корабель в якості призу (733 брт; корабель офіційно відноситься до потоплених).
| Дата             | Назва корабля             | Тип                        | Тоннаж | Країна             |
| ---------------- | ------------------------- | -------------------------- | ------ | ------------------ |
| 3 травня 1915    | Bob White                 | Траулер                    | 191    | Британська імперія |
| 3 травня 1915    | Coquet                    | Траулер                    | 176    | Британська імперія |
| 3 травня 1915    | Hector                    | Траулер                    | 179    | Британська імперія |
| 3 травня 1915    | Hero                      | Траулер                    | 173    | Британська імперія |
| 3 травня 1915    | Iolanthe                  | Траулер                    | 179    | Британська імперія |
| 3 травня 1915    | Northward Ho              | Траулер                    | 180    | Британська імперія |
| 3 травня 1915    | Progress                  | Траулер                    | 273    | Британська імперія |
| 4 травня 1915    | Rugby                     | Траулер                    | 205    | Британська імперія |
| 5 травня 1915    | Straton                   | Траулер                    | 198    | Британська імперія |
| 6 травня 1915    | Merrie Islington          | Траулер                    | 147    | Британська імперія |
| 8 травня 1915    | Don                       | Пароплав                   | 939    | Британська імперія |
| 8 травня 1915    | Queen Wilhelmina          | Пароплав                   | 3,590  | Британська імперія |
| 16 серпня 1915   | Serbino                   | Пароплав                   | 2,205  | Британська імперія |
| 5 листопада 1915 | Dagö (n.4)                | Допоміжний мінний тральщик | 1,080  | Російська імперія  |
| 12 вересня 1916  | Елизавета                 | Пароплав                   | 4,444  | Російська імперія  |
| 12 вересня 1916  | Ije (n-18)                | Пароплав                   | 1,261  | Російська імперія  |
| 22 вересня 1916  | Kennett                   | Пароплав                   | 1,679  | Британська імперія |
| 12 травня 1917   | Wirral                    | Пароплав                   | 4,207  | Британська імперія |
| 17 травня 1917   | Vesterland                | Пароплав                   | 3,832  | Швеція             |
| 20 травня 1917   | Arnfinn Jarl              | Пароплав                   | 1,097  | Норвегія           |
| 26 травня 1917   | Norway                    | Пасажирський пароплав      | 1,447  | Норвегія           |
| 27 травня 1917   | Debora                    | Вітрильник                 | 159    | Данія              |
| 20 червня 1917   | Fido                      | Вітрильник                 | 1,459  | Норвегія           |
| 21 червня 1917   | Black Head                | Пароплав                   | 1,898  | Британська імперія |
| 21 червня 1917   | Laatefos                  | Пароплав                   | 1,458  | Норвегія           |
| 22 червня 1917   | Bolette                   | Пароплав                   | 1,431  | Норвегія           |
| 31 серпня 1917   | Miniota                   | Пароплав                   | 6,422  | Британська імперія |
| 1 вересня 1917   | Akaroa                    | Вітрильник                 | 1,348  | Норвегія           |
| 12 вересня 1917  | Agricola                  | Вітрильник                 | 65     | Британська імперія |
| 28 грудня 1917   | Maxton                    | Пароплав                   | 5,094  | Британська імперія |
| 28 грудня 1917   | Santa Amalia              | Пароплав                   | 4,309  | Британська імперія |
| 2 січня 1918     | Надежда                   | Пароплав                   | 3,849  | Російська імперія  |
| 25 лютого 1918   | Santa Maria               | Танкер                     | 5,383  | США                |
| 25 лютого 1918   | Appalachee (пошкоджений)  | Танкер                     | 3,767  | Британська імперія |
| 26 лютого 1918   | Tiberia                   | Пароплав                   | 4,880  | Британська імперія |
| 1 березня 1918   | Calgarian                 | Допоміжний крейсер         | 12,515 | Британська імперія |
| 1 березня 1918   | Thomas Collard            | Військовий траулер         | 215    | Британська імперія |
| 1 березня 1918   | Lord Lister (пошкоджений) | Військовий траулер         | 285    | Британська імперія |
| 6 квітня 1918    | Sterne                    | Вітрильник                 | 108    | Нідерланди         |
| 21 квітня 1918   | Delta A                   | Траулер                    | 241    | Бельгія            |
| 23 квітня 1918   | Peregrine                 | Рибальський траулер        | 79     | Британська імперія |
| 23 квітня 1918   | Tyne Wave                 | Траулер                    | 121    | Британська імперія |
| 23 квітня 1918   | Hollandia I (приз)        | Пароплав                   | 733    | Нідерланди         |

## Звання
- Кадет (3 квітня 1907)
- Фенріх-цур-зее (21 квітня 1908)
- Лейтенант-цур-зее (28 вересня 1910)
- Оберлейтенант-цур-зее (27 вересня 1913)
- Капітан-лейтенант (13 грудня 1917)

## Нагороди
- Залізний хрест 2-го і 1-го класу
- Орден «За військові заслуги» (Баварія) 4-го класу з мечами
- Королівський орден дому Гогенцоллернів, лицарський хрест з мечами (26 березня 1918)
- Почесний хрест ветерана війни з мечами